# 1976年松潘平武地震
1976年松潘-平武地震是北京时间1976年8月16日22：06:47四川省绵阳专区平武县、四川省阿坝藏族自治州松潘县发生的Ms7.2级的地震。 在这场地震发生前，群震持续了3年。这次地震发生在岷江断裂带和东昆仑断裂带东部交汇地带。

## 伤亡影响
耕地被毁十几万公顷，粮食损失达500万公斤，牲畜死亡2000余头，造成800余人伤亡,其中轻伤600多人。